# Brian & Stewie
Brian & Stewie är det sjuttonde avsnittet i den åttonde säsongen av Family Guy. Det sändes på Fox i USA den 2 maj 2010. Det är den 150:e avsnittet i ordning. I Avsnittet fastnar Brian och Stewie i ett bankvalv över en helg, där de har djupa samtal om livet, vänskap och Brians självmordstankar.

## Handling
Brian och Stewie blir inlåsta i ett bankvalv över en helg. Till en början uppstår panik, obekväma situationer och konflikter, men efter att ha druckit whisky börjar de ha djupare samtal. Stewie ifrågasätter Brians livssyn, vilket leder till att Brian erkänner att han äger en pistol i händelse av att han vill ta sitt liv. Stewie blir chockad och förklarar att han inte skulle klara sig utan Brian. När valvdörren öppnas nästa morgon bär Brian tyst ut en sovande Stewie, och deras vänskap har stärkts.